# Message from the King
Pour plus de détails, voir Fiche technique et Distribution.
Message from the King est un thriller multinational réalisé par Fabrice Du Welz, sorti en 2016.

## Synopsis
Jacob King débarque du Cap à Los Angeles, à la recherche de sa sœur disparue. Il n'est qu'un étranger dans un monde dont il ne connait rien, avec seulement 600 dollars en poche et un billet de retour pour Le Cap prévu dans 7 jours. Au bout de 24 heures, il découvre que sa sœur est morte dans des circonstances tragiques et mystérieuses…

## Fiche technique
Sauf indication contraire, les informations mentionnées dans cette section peuvent être confirmées par la base de données cinématographiques IMDb,  présente dans la section « Liens externes ».
- Titre original et français : Message from the King
- Réalisation : Fabrice Du Welz
- Scénario : Stephen Cornwell et Oliver Butcher
- Musique : Vincent Cahay et Felix Penny
- Photographie : Monika Lenczewska
- Montage : Beatrice Sišul
- Décoration : Melanie Paizis-Jones
- Costumes : Alexis Scott
- Casting : Mark Bennett
- Production : Stephen et Simon Cornwell, David Lancaster
- Sociétés de production : Entertainment One Features, Entre Chien et Loup, Rumble Films, Silver Nitrate, The Jokers Films et The Ink Factory, avec la participation de Canal+ et Ciné+, en association avec les SOFICA Cofinova 12 et Indéfilms 3
- Distribution : The Jokers / Les Bookmakers (France),
- Budget : 10 millions de dollars
- Pays d'origine :  États-Unis,  Royaume-Uni,  France,  Belgique
- Langue originale : anglais
- Format : 2.39 – 5.1
- Genre : thriller
- Durée : 102 minutes
- Dates de sortie[1] : 
  - Canada : 8 septembre 2016 (Festival international du film de Toronto[2])
  - France : 10 mai 2017[3]
- Classification :
  - France : Interdit aux moins de 12 ans avec avertissement [4] et déconseillé aux moins de 16 ans lors de sa diffusion à la télévision.
  - États-Unis : R (interdit aux moins de 17 ans non accompagnées)

## Distribution
- Chadwick Boseman (VF : Namakan Koné) : Jacob King
- Luke Evans (VF : Boris Rehlinger) : Paul Wentworth
- Teresa Palmer (VF : Marie-Eugénie Maréchal) : Kelly
- Alfred Molina (VF : Gabriel Le Doze) : Preston
- Natalie Martinez (VF : Marcha Van Boven) : Trish
- Tom Felton (VF : Michelangelo Marchese) : Frankie
- Dale Dickey (VF : Nathalie Hons) : Mme Lazlo
- Jake Weary (VF : Pierre Lognay) : Bill
- Drew Powell : Merrick
- Chris Mulkey : Leary
- Anna Diop : Becca
- Sibongile Mlambo : Bianca King
- Ava Kolker (VF : Noa Lecot) : Boot
- Tom Wright : Waylon

## Production

### Genèse et développement
Message from the King marque les débuts aux États-Unis du réalisateur belge Fabrice Du Welz, même si le film est une coproduction franco-belge. Il a été très vite fasciné par la ville de Los Angeles en effectuant les repérages : « C’est une ville résolument moderne où le pire côtoie le meilleur. C’est un assemblage incroyable de quartiers, de communautés et de cultures. L.A., c’est Blade Runner. J’ai passé beaucoup de temps à errer, les yeux grands ouverts. Avec la production, nous nous sommes très vite entendus et nos visions convergeaient. Aujourd’hui, j’aime passionnément Los Angeles où j’ai passé 18 mois. Ses contrastes, sa fureur et son odeur m’ont profondément marqué. »
Pour développer son film, Fabrice Du Welz avoue s'être inspiré de certains films des années 1970 et début des années 1980 comme La Loi du milieu (Mike Hodges, 1971), Les Nuits rouges de Harlem (Gordon Parks, 1971), Du sang sur la Tamise (John Mackenzie, 1980) et surtout Hardcore (Paul Schrader, 1979). Il explique également l'influence des romans de James Ellroy pour dépeindre l’ambiance glauque et poisseuse de Los Angeles. Il ajoute « Mais au-delà des références, mon but était surtout de suivre mon héros, Jacob King, à hauteur d’homme et de témoigner de sa rage et de son humanité. Je voulais aborder cette histoire simplement, comme dans un vieux western. »
Les co-scénaristes, Oliver Butcher et Stephen Cornwell, étant originaires de Grande-Bretagne, ils ont souhaité montrer la ville de Los Angeles, mais du point de vue d'un étranger. Inspirés des thrillers néo-noirs des années 1970, ils se sont aussi inspirés de films tels que Le Point de non-retour, la série des Dirty Harry, la trilogie du dollar de Sergio Leone ainsi que les films de Sam Peckinpah, particulièrement La Horde sauvage. Comme l'explique Stephen Cornwell : « Tous ces films avaient un personnage principal fort, souvent un homme, que l’on découvrait au fil du film. Il était calme et posé. Plus l’intrigue évoluait, plus il devenait intéressant. Cette philosophie de narration et de réalisation nous plaisait. »

### Tournage
Le tournage a eu lieu en Californie, principalement à Los Angeles, mais également à Glendale, Topanga Canyon et Beverly Hills. Certaines scènes ont été tournées en Afrique du Sud.
Le réalisateur Fabrice Du Welz a convaincu les producteurs de tourner en 35 mm. Un choix partagé par la directrice de la photographie Monika Lenczewska : « Je fais complètement confiance au 35 mm. Pour être tout à fait honnête, je n’aime pas le numérique. Pas du tout. La pellicule offre un meilleur contraste, elle est toujours mieux pour le noir et blanc, surtout pour filmer la peau, tous les détails. L’image est plus sensuelle, la lumière et les couleurs plus riches, plus nuancées. »

## Distinction

### Nomination
- Reims Polar (Festival international du Film Policier) 2017 (édition n°9)